# Tommy Stinson
Tommy Stinson, rozený Thomas Eugene Stinson (* 6. října 1966 Minneapolis, Minnesota) je jeden ze zakládajících členů legendární kapely 80. let The Replacements, jejímž členem se stal ve věku 12 let. V kapele působil jako baskytarista až do jejího rozpadu v roce 1991, načež zformoval kapelu Bash & Pop a později kapelu Perfect, jejíž album Seven Days a Week z roku 1997 v důsledku problémů nahrávací společnosti nevyšlo. Byl i členem kapely Guns N' Roses.
V roce 2004 vydal sólové album Village Gorilla Head, které bylo kritikou přijato pozitivně. Ve stejném roce vydala jeho kapela Perfect konečně album Seven Days a Week, které bylo ale přejmenováno na Once Twice Three Times a Maybe.